# Anthologia Best 2CD (Haris Alexiou)
Anthologia Best 2CD (Haris Alexiou) – podwójny album Haris Alexiou podsumowujący jej karierę od pierwszych nagrań (Minos), utworów nagrywanych dla Universal, oraz z jej własnego studia Estia. Na płycie znalazło się 40 jej piosenek razem z broszurą z tekstami słów.

## Pierwsze CD
1. Panta o ilios tha vgeni
2. H agapi ine zali
3. Koita mia nihta
4. Panselinos
5. Ta tango tis Nefelis
6. Odos aristotelous
7. Sinavlia
8. Patoma
9. Oi dikoi mou xenoi
10. H balanta tis Ifigenias
11. Eleni
12. Di'efhon
13. Mikri mou mov ventalia
14. Gia ena tango
15. Na ime kala
16. Na ziso e na pethano(flamenco)
17. Ta karelia
18. Oi andres pernoun mama(les hommes qui passent) – Ola se thimizoun

## Drugie CD
1. Proti fora signomi
2. Mia pista apo fosforo
3. Oles tou kosmou oi Kiriakes
4. Tora ki ego tha ziso
5. Apopse thelo na pio
6. An pethani mia agapi
7. An pethani mia agapi
8. Oi filoi mou haramata
9. Fevgo
10. Ise e nihta me ta enigmata
11. Rok balanta
12. Theos an ine
13. Ximeroni
14. To kima
15. Erotiko
16. O fantaros
17. Ti gliko na s'agapoun
18. Otan pini mia gineka
19. Teli teli teli
20. Zilia mou
21. H diathiki
22. To xero pia den m'agapas

Anthologio MINOS-EMI-ESTIA, 2004.

## Gia ena tango
Gia ena tango (ang. For a Tango, Za tango) – w 1997 utwór był hitem muzycznym  w Grecji. Jest jednym z dwóch tang obok "Nefeli's tango" nagranym przez artystkę. Utwór jest tańczony jako tango nuevo. Gia ena tango jest pierwszym utworem na płycie Ena Fili Tou Kasmou (Pocałunek dla świata) wydanym w 1997 przez Mercury/Polygram Music.  Polskie wykonanie Gia ena tango znajduje się na wydanej w 2005 roku płycie Mai Sikorowskiej pod tytułem Kraków-Saloniki. Hiszpańskie tłumaczenie Per una cançó wykonywane jest przez Marię del Mar Bonet.